# Jean-Baptiste Louis Ducastel
Pour les articles homonymes, voir Ducastel.
Jean-Baptiste Louis Ducastel est un homme politique français né le 28 septembre 1739 à Rouen et mort le 1er juillet 1799 au même lieu.

## Biographie
Il est le fils de Louis Ducastel, « marchand épicier du faubourg Cauchoise » de Rouen, et d'Elisabeth Isabel.
Il est orphelin à 11 ans. Il est clerc successivement de deux procureurs au bailliage, Lehoué puis Hébert. Grâce à un ecclésiastique qui demeure au Mont-aux-Malades, il peut apprendre le latin, puis il fait ses études de droit.
Il plaide devant le conseil supérieur de Bayeux instauré par la réforme judiciaire du chancelier Maupeou. À l'avènement de Louis XVI, il revient au parlement de Rouen, mais il y est sans doute mal accueilli. Il veut s'inscrire au barreau de Paris en 1777 ou 1778, mais il en est rejeté pour avoir plaidé devant un des tribunaux instaurés par Maupeou.
Il revient à Rouen. Dans le procès de réhabilitation de Lally-Tollendal, il est opposé à Duval d'Epremesnil (1780).
Il est élu député de la Seine-Inférieure à l'Assemblée législative en 1791. Il préside l'Assemblée du 17 au 30 octobre 1791.
Il devient ensuite professeur de législation à Rouen.

## Famille
Il épouse en 1773 Marie Jeanne Henriette Guesdon, fille de Pierre Charles Guesdon, avocat au bailliage et présidial de Caen, et Marguerite Philippe. Mme Ducastel est aussi la maîtresse d'Antoine Louis-Albitte si l'on en croit À Deux liards, À Deux liards, mon journal (voir ci-dessous).
Leur belle-sœur et sœur, Louise Henriette Claude Guesdon, épouse successivement deux hommes politiques : en 1780, elle se marie avec Pierre Nicolas Etienne Langlois (1756-1819), avocat, futur député de la Seine-Inférieure à l'Assemblée législative en 1791, dont elle divorcera en 1794 ; elle se remarie avec Nicolas Vimar, autre député à la même Assemblée et probablement son amant (voir ci-dessous).
Leur fille, Aimée Henriette Ducastel, épousera Antoine Casenave, député à la Convention.

## Œuvres (d'après data.bnf.fr)
- [Mémoire] Pour le s. Benard , curé de St-Gervais lès-Rouen, contre les sieurs prieur et religieux du Lieu-de-Santé ; Rouen , Machuel, 1769, in-4 de 20 p. Signé Ducastel, avocat.
- Dissertation sur la communauté normande (1770); (autre version) Élémens du droit, précédés d'une réponse aux opinions de M. G… sur les droits des femmes en Normandie, par Mr Ducastel,... (1770)
- Mémoire sur les dîmes, pour le clergé de Normandie contre les cultivateurs de la même province (1773)
- Plaidoyer prononcé à l'audience du 8 mai 1780, pour le sieur de Pouilly contre M. d'Eprémesnil, en la présence de M. le procureur général, du comte de Lally-Tollendal et autres parties. (Procès en réhabilitation de la mémoire du comte de Lally (1780)
- Texte de la coutume générale de Normandie, des placités et du règlement des tutelles mis en ordre par Ducastel" (1783)
- Opinion de M. Ducastel, député du département de la Seine-inférieure, dans l'affaire des colonies (1791)
- Projet de décret sur la puissance paternelle, proposé par J.-B.-L. Ducastel, député. Imprimé par ordre de l'Assemblée nationale. (8 septembre 1792.)

## Sources
- Philippe Jacques Etienne Vincent Guilbert, Notice historique sur J.-B.-Louis Ducastel, lue par le citoyen Guilbert, dans la séance du lycée libre de Rouen, le 21 thermidor an IX, Rouen, Vt Guilbert, an IX (1800). Numérisé.